# Зовнішня капсула
Зовнішня капсула — тяж волокон білої речовини в мозку, які проходять між латеральним сегментом сочевицеподібного ядра, лушпиною (лат. putamen) і огорожею (лат. claustrum).
Біла речовина зовнішньої капсули містить волокна, відомі як кортико-кортикальні (від кори до кори) асоціативні волокна. Ці волокна відповідають за підключення ділянок кори головного мозку до інших. Сама капсула виглядає як тонкий білий аркуш білої речовини.
Зовнішня капсула містить холінергічні волокна, які поєднують глибинні структури — прилегле ядро, ядро Мейнерта, неназвану субстанцію (лат. substantia innomanata), септальні ядра  — холінергічні базальні структури головного мозку з корою.
Зовнішня капсула з'єднується з внутрішньою капсулою волокнами, які огинають сочевицеподібне ядро.

## Додаткові зображення

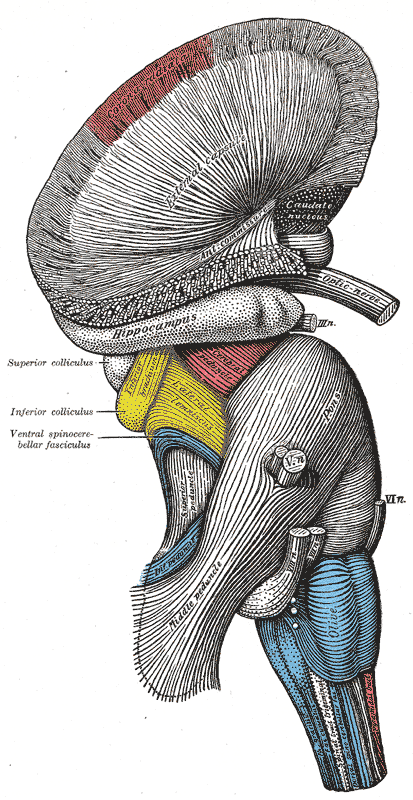
Поверхневий розтин стовбуру мозку. Латеральний вигляд.
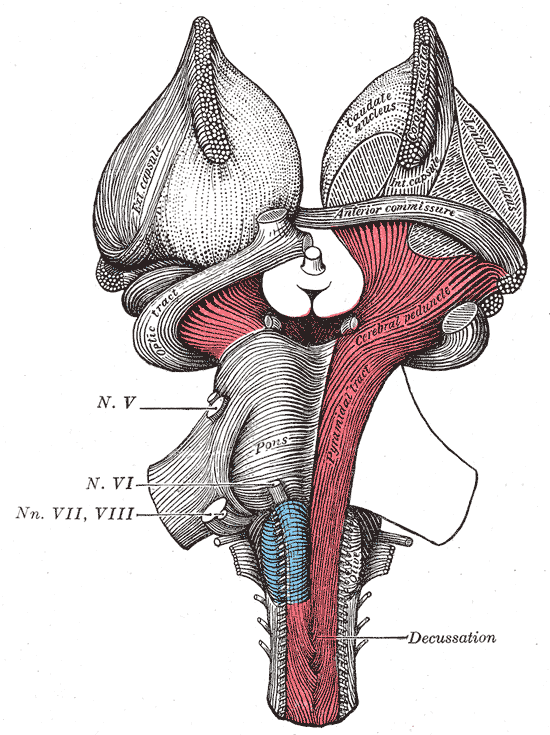
Поверхневий розтин стовбуру мозку. Вентральний вигляд.
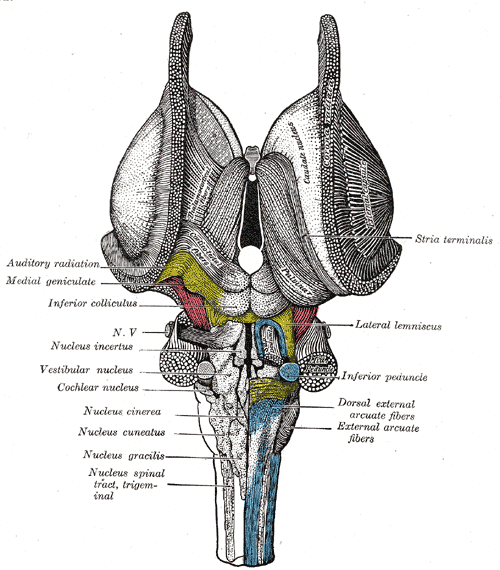
Розтин стовбуру мозку. Дорсальний вигляд.
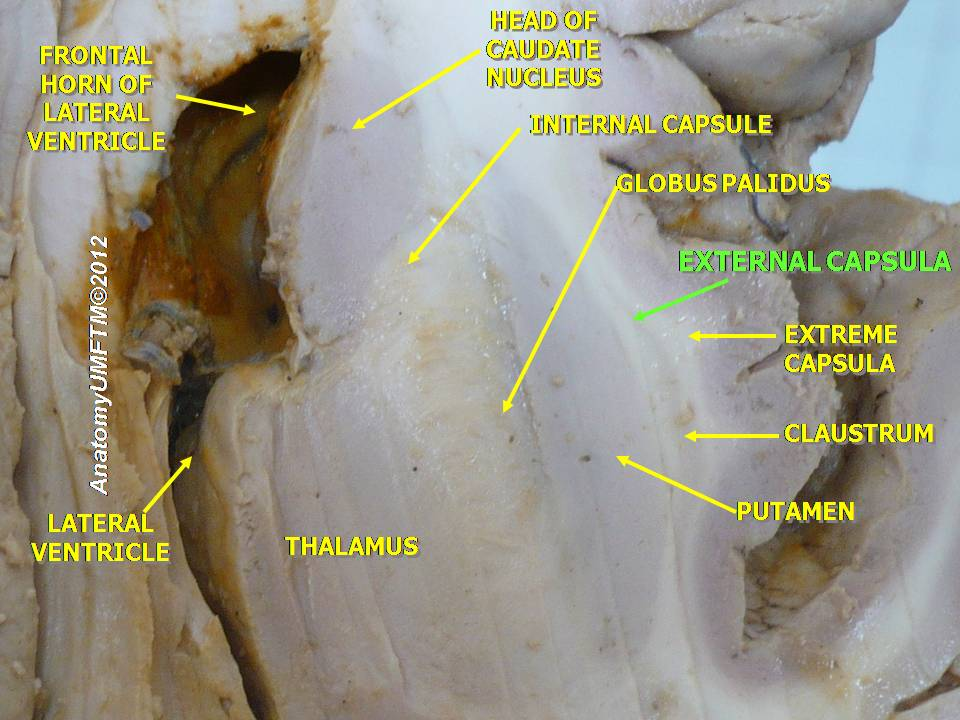
Зовнішня капсула
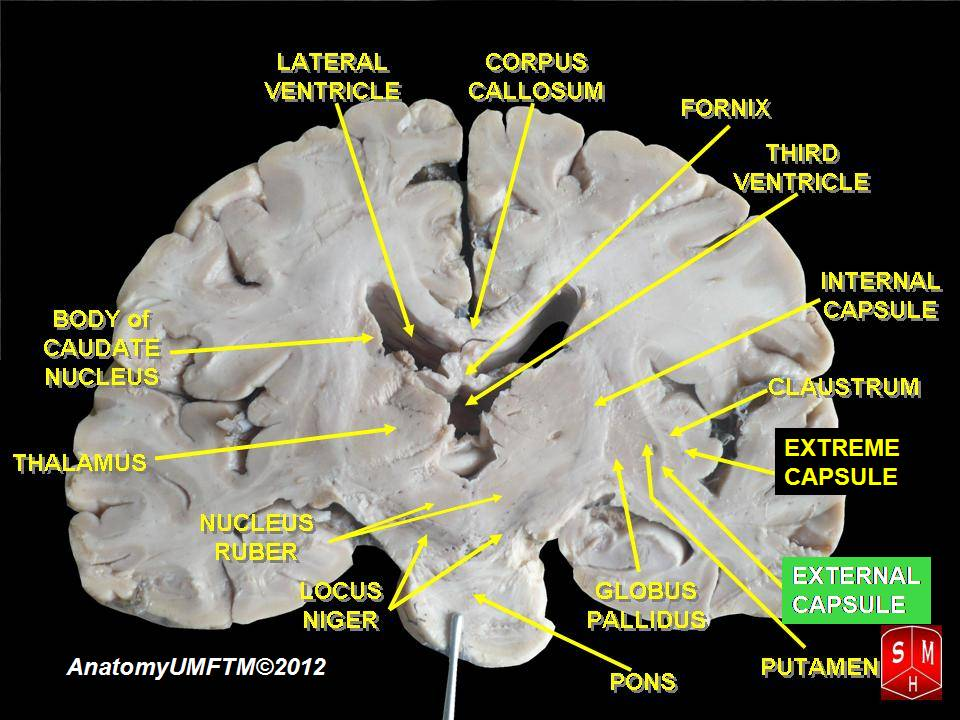
Зовнішня капсула
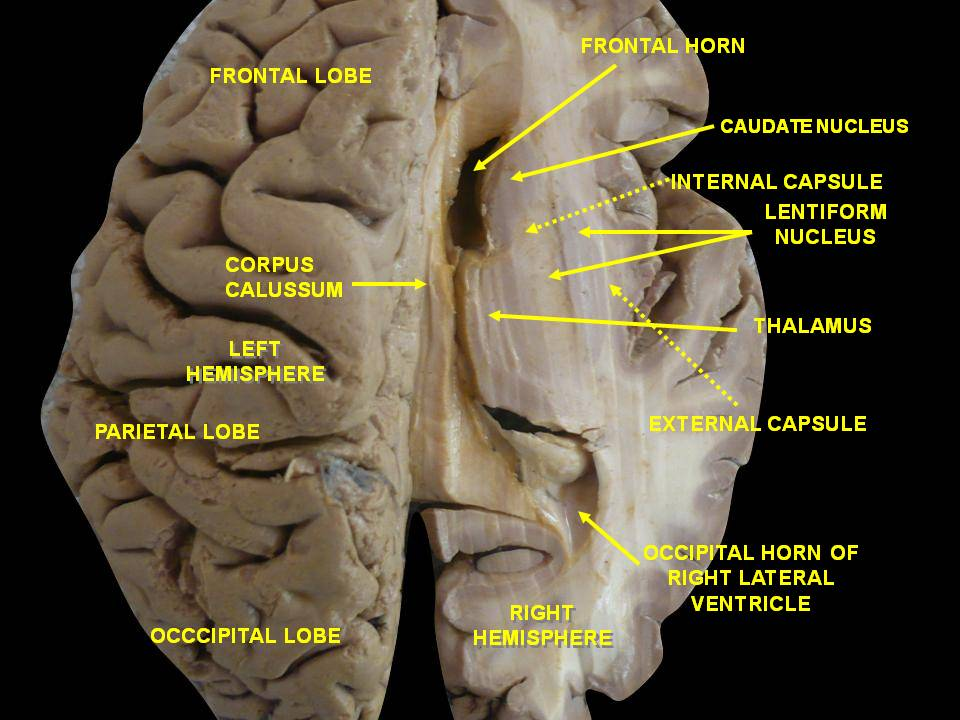
Шлуночки мозку та базальні ганглії. Вигляд зверху. Горизонтальний глибокий розтин.
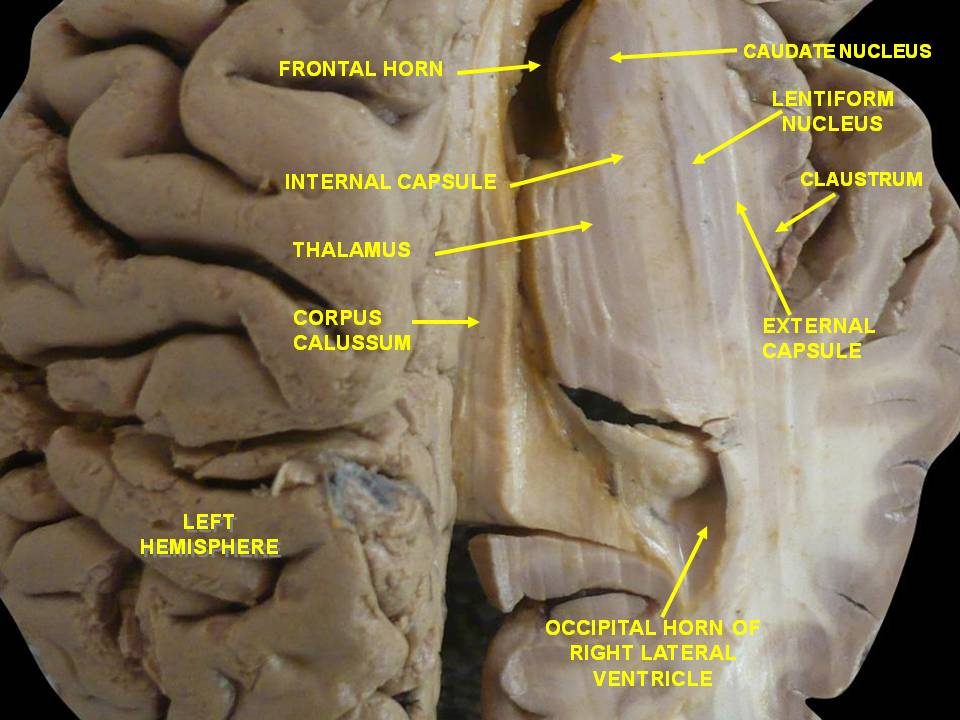
Шлуночки мозку та базальні ганглії. Вигляд зверху. Горизонтальний глибокий розтин.